# Vela ai XIX Giochi dei piccoli stati d'Europa
Le competizioni di vela ai XIX Giochi dei piccoli stati d'Europa si sono svolte dal 30 maggio al 1º giugno 2023.

## Podi

### Uomini
| Evento   | Oro                | Argento         | Bronzo              |
| Optimist | Timmy Vassallo     | Jonas Micallef  | Matthias Spiteri    |
| ILCA 4   | Noah Garcia        | Jake Mallia     | Benjamin Vassallo   |
| ILCA 6   | Emilios Max Boeros | Charis Nikolaou | Georgios Yiasemides |
| ILCA 7   | Milivoj Dukić      | Ilija Marković  | Alexander Denisiuc  |

### Donne
| Evento   | Oro              | Argento               | Bronzo         |
| Optimist | Emily Fenech     | Aleksandra Nagrudnaya | Katrina Briffa |
| ILCA 4   | Katrina Micallef | Andriani Georgiu      | Mia Busuttil   |
| ILCA 6   | Marilena Makri   | Lacey Aquilina        | Michela Mifsud |

## Medagliere
| Pos.   | Paese      | Oro | Argento | Bronzo | Totale |
| ------ | ---------- | --- | ------- | ------ | ------ |
| 1      | Malta      | 3   | 4       | 6      | 13     |
| 2      | Cipro      | 2   | 2       | 1      | 6      |
| 3      | Montenegro | 1   | 1       | 0      | 2      |
| 4      | Monaco     | 1   | 0       | 0      | 1      |
| Totale | Totale     | 7   | 7       | 7      | 21     |